# Neudeutsch
Als Neudeutsch werden häufig ironisch bis abwertend sprachliche Erscheinungen des Deutschen bezeichnet, die als Neuerungen auffallen und als überflüssig oder unangemessen charakterisiert werden sollen.

## Wortgeschichte
Im 19. Jahrhundert wurde der Begriff „Neudeutsch“ als Synonym zu Neuhochdeutsch verwendet. In seiner heutigen Bedeutung geht er auf den Schriftsteller Kurt Tucholsky zurück. Er verfasste 1926 in der Weltbühne einen sprachkritischen Artikel mit dem Titel Der neudeutsche Stil, in dem er sich gegen bestimmte Entwicklungen, besonders im Wortschatz (Fremdwörter, Modewörter), wandte.

## Beispiele für die Verwendung vonNeudeutsch/neudeutsch
- Das Adjektiv neudeutsch wird oft als Zusatz verwendet, um sprachliche Ausdrucksformen als Neuerung zu bestimmen. Typisch sind Ausführungen wie: „Wir wollen heute Abend chillen (neudeutsch für ‚sich entspannen‘)“ oder umgekehrt: „Wir wollen uns heute Abend entspannen (neudeutsch: ‚chillen‘)“. Das heißt, „neudeutsch“ wird als qualifizierender Ausdruck einem Sprachgebrauch beigefügt, mit dem man nicht ganz einverstanden ist.
- Die Qualifizierung neudeutsch wird häufig auf Anglizismen angewendet – wobei dann als (ab)wertender Begriff auch denglisch üblich ist –, wofür folgende Zitate Belege liefern: „Deutsche Kriminalfilme (oder Neudeutsch: Deutsche Thriller)“[3]; „Die Tendenz (neudeutsch der Trend)“.[4]
- Die Bezeichnung beschränkt sich aber nicht auf Anglizismen; sie kann auch auf Entlehnungen aus anderen Sprachen angewendet werden, ebenso wie auf Entwicklungen der eigenen Sprache, die als nicht ganz geheuer erscheinen. Der Ausdruck taucht auch schon in Titeln auf, so in dem Buchtitel Sprachglossen zum Neudeutsch.[5] In dem Buch werden – ebenso wie in dem Aufsatz von Dieter E. Zimmer – sprachliche Auffälligkeiten aller Art und keineswegs nur fremdsprachige Einflüsse behandelt.
- Als Substantiv Neudeutsch wirkt der Ausdruck weniger abwertend und kann ganz neutral im Sinne von „gegenwärtiges Deutsch“ verstanden werden. So etwa, wenn Zimmer in seinem Aufsatz über Trends im Deutschen berichtet und diese keineswegs grundsätzlich verdammt, sondern etlichen durchaus Positives abgewinnen kann. Seine Ausführung: „Neudeutsch ist an neugebildeten Adjektiven fast ebenso reich wie an Substantiven …“[6] lässt kaum ein anderes Verständnis zu.